# Caldazinha
Caldazinha é um município brasileiro do estado de Goiás. Sua população estimada em 2021 era de 3.900 habitantes.

## História
Caldazinha fazia parte do município de Bela Vista de Goiás e, pela resolução municipal n° 16 de 4 de outubro de 1957, de autoria do Vereador José Rosa Botelho, na gestão do Prefeito Sebastião Lobo, foi criado o distrito de Caldazinha. Uma curiosidade, o nome Caldazinha foi assim escolhido devido à condição geográfica do patrimônio, situada entre o rio Caldas e o ribeirão Sozinha.
A região onde se situa o município tem uma história peculiar, remonta ao tempo do Império, por ela passava a estrada Real que demandava à Vila Boa, hoje cidade de Goiás, caminho obrigatório das caravanas, tropas e comitivas de boiadeiros que para lá se destinavam.
Essa estrada atravessava um córrego de águas correntes e cristalinas, hoje o manancial que abastece a cidade e, em uma de suas margens, havia um ponto de parada de descanso e pernoite. Conta a história oral tradicional, que uma caravana que ali acampara, com os mantimentos reduzidos, encontraram por perto uma roça de milho, já secos, colheram algumas espigas e cozinharam os grãos inteiros. Desse fato decorrente, passaram a denominar a localidade como “Milho Inteiro”, inclusive o nome do córrego.
Um dos moradores da região, João Salviano do Nascimento, aventou a ideia de se criar um patrimônio para ser a estrutura da construção de um cemitério. Uniram-se e, em terras doadas por Antônio Gouveia, Saturnino Rodrigues Siqueira, Macário Marques de Araújo e outros cinco, cujos nomes não são lembrados, num total de oito alqueires, constituíram o patrimônio.
Procedeu-se através de mutirão, organizado por João Marques Pinto, a derrubada das matas, que após concluída, José Inácio d’Abadia, com madeira tirada do lugar, lavrou e fincou uma cruz no local, simbolizando a esperança e a luta de um povo pioneiro. Uma pequena igreja de pau-a-pique, coberta de palha foi erguida nesse terreno. O Padre Francisco de Salles Plecat, celebrou a primeira missa, assistida pelos moradores da região e de lugares mais distantes.
Entre os melhoramentos da localidade, ocorreu a da nova fachada da igreja e com a doação da imagem da padroeira Nossa Senhora da Abadia, pela primeira dama do município de Bela Vista de Goiás, foi estabelecida a data comemorativa de 15 de agosto como a festa da padroeira. No dia 16 de outubro de 1047, em escrituras passadas pela Cúria de Goiás, as terras desse patrimônio foram doadas para a Santa.
No século XIX, não havia meios adequados para que mercadorias chegassem aos compradores em tempo hábil e sem comprometimento de sua qualidade. Para a inserção do comércio goiano na economia capitalista, cumpria um transporte que ligasse o sertão goiano a Minas Gerais; fazia-se, portanto, necessária a construção de uma estrada de ferro. Todavia, a escassez de capital fez com que o Centro-Oeste continuasse isolado da rede ferroviária. Somente em 23 de setembro de 1909, o Governo Federal, com a missão de alcançar o Estado de Goiás mediante as linhas mineiras, criou a Companhia Estrada de Ferro de Goiás. Ao findar o ano de 1952 a extensão da E. F. G. era de 477, 883 quilômetros, foi de suma importância para a economia goiana.
A expectativa com a emancipação aumentou, no decorrer do ano de 1989, Alvito José Jorge, inicia e lidera esse trabalho colaborado com o autor do projeto, deputado Warner Carlos Prestes. Após praticamente três anos, realiza-se o plesbicito. De um total de 1025 eleitores, compareceram 722, votaram pelo “Sim” 678 e, pelo “Não” apenas 26, votos em branco 4 e nulos 14. Promulga-se, finalmente, pelo então Governador do Estado de Goiás, Iris Rezende Machado a LEI Nº 11.699, DE 29 DE ABRIL DE 1992, que cria o Município de Caldazinha, desmembrando do Município de Bela Vista de Goiás.

## Política
No dia 3 de outubro de 1992, realizou-se a primeira eleição municipal de Caldazinha,  foi eleito Prefeito, o benfeitor e emancipador, Alvito José Jorge, tendo como vice Francisco Floriano Dutra, com os Vereadores: Deusmaria Aparecida Batista Sampaio, João Batista Alves Gouveia, Venerando Dutra de Aquino, José Alberto Marques, Francisco Cardoso Teixeira, Jason Alves Rosa, Carmus Jesus de Matos, Antônio Teixeira Sobrinho, Maria Helena da Silva Moraes e primeiro suplente Neltair Faleiro Siqueira.

## Economia
Caldazinha - GO é uma pequena cidade que se destaca por apresentar novas oportunidades de negócios e pela alta regularidade das vendas no ano. Por outro lado, o baixo potencial de consumo é um fator de atenção.
O município possui 355 empregos com carteira assinada, a ocupação predominante destes trabalhadores é a de dirigente do serviço público municipal, seguido de oleiro (fabricação de tijolos) e de trabalhador agropecuário em geral. A remuneração média dos trabalhadores formais do município é de R$ 1,8 mil, valor abaixo da média do estado, de R$ 2,3 mil.
Até maio de 2022 houve registro de 6 novas empresas em Caldazinha, sendo que 2 atuam pela internet. No ano de 2021 inteiro, foram registradas 8 empresas.
Destacam-se positivamente a confecção de artigos do vestuário e acessórios, os serviços de arquitetura e engenharia e atividades técnicas relacionadas e a pecuária.
Ao longo do ano, a geração de emprego da cidade é bem equilibrada, sendo que o mês de fevereiro costuma apresentar maior número de contratação e maio normalmente tem o menor saldo de empregos.